# Embraer E-Jets
Embraer E-Jets là một loạt các máy bay phản lực dân dụng cỡ vừa, hai động cơ, tầm trung được sản xuất ở Brasil bởi hãng Embraer. Được giới thiệu tại Triển lãm hàng không Paris năm 1999, và đi vào sản xuất năm 2002, đây là một máy bay thành công trên thị trường máy bay cỡ vừa - tính đến 30 tháng 6-2008 đã có 847 đơn đặt hàng E-jets và 827 chiếc được chọn. Hãng chế tạo đã thông báo 300 chiếc đã giao hàng đến 24 tháng 10-2007 và báo trước đến cuối năm 2016 sẽ có 1.112 chiếc khác sẽ được giao.

## Thiết kế và phát triển

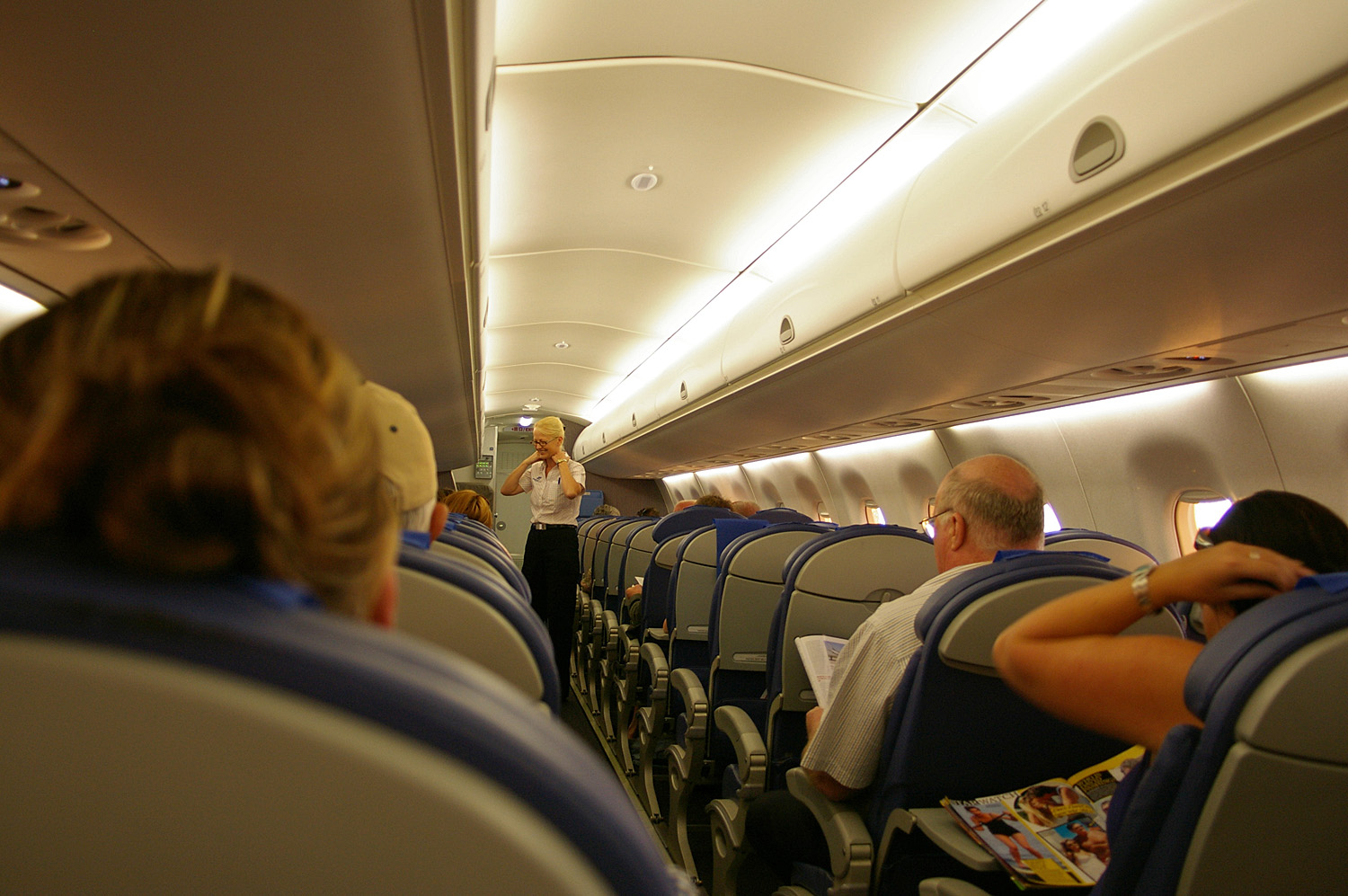
Bên trong Embraer 170

Embraer E-Jets bao gồm hai dòng thương mại chính và một phương án máy bay phản lực thương gia.  E-170 và E-175 nhỏ hơn tạo ra kiểu máy bay cơ bản, với E-190 và E-195 là phiên bản kéo dài thân, có động cơ khác và cánh cùng với cấu trúc bộ phận hạ cánh lớn hơn. 170 và 175 chia sẻ 95% bộ phận tương đồng, cũng như trên 190 và 195. Hai dòng này chia sẻ 89% sự tương đồng, với mặt cắt ngang thân và hệ thống điện tử hàng không giống nhau, nổi bật với bộ thiết bị điện tử Honeywell Primus Epic EFIS.
Mặc dù thông thường được nói đến với tiền tố đơn giản là "E", những máy bay phản lực về mặt ngữ nghía còn là Embraer Jets ("ERJ"s). Embraer đặt tiền tố ERJ trong quảng cáo ban đầu khi sản xuất. Loạt E-190/195 có những khả năng tương tự với phiên bản bàn đầu của DC-9 và Boeing 737, đó là những máy bay luôn luôn được coi là những máy bay dân dụng cỡ lớn trên các tuyến đường bay chính.
Embraer E-Jets sử dụng cách bố trí 4 dãy ghế (1-2-1).

## Các phiên bản

### E-170/175

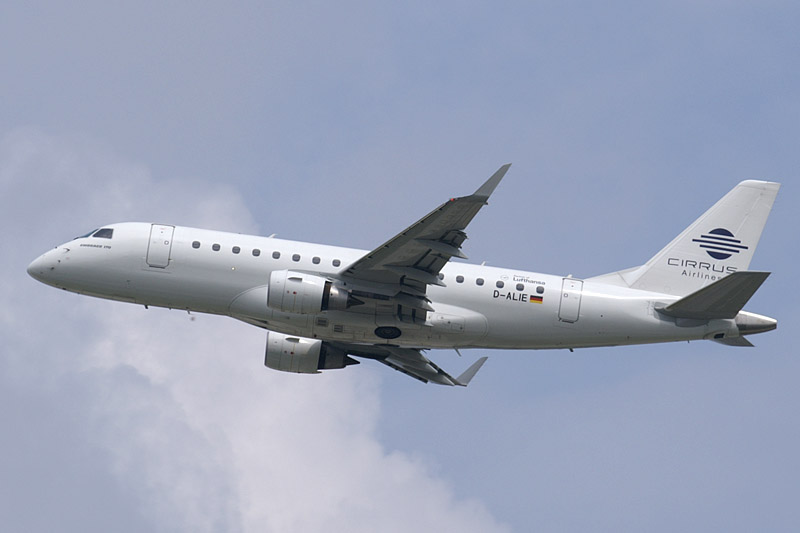
Cirrus Airlines E-170

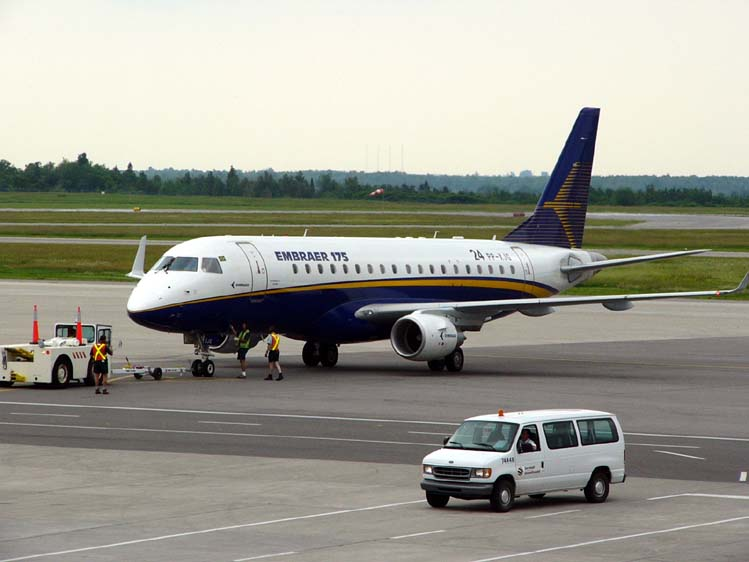
E-175 tại Sân bay quốc tế Ottawa

Dòng E-170 đều là loại máy bay nhỏ, cạnh tranh với các loại máy bay dân dụng vùng khác như Bombardier CRJ-700/900, Bombardier Q400 và Sukhoi Superjet 100. Nó cũng được sử dụng để thay thế cho các loại máy bay cũ như BAe-146 và Fokker 70. E-170/175 trang bị động cơ GE CF34-8E lực đẩy 13.800 pound (61,39 kN) mỗi chiếc
Embraer 170 là phiên bản sản xuất đầu tiên. Nguyên mẫu được giới thiệu vào ngày 29 tháng 10-2001, chuyến bay đầu tiên diễn ra vào ngày 19 tháng 2-2002. Máy bay được trưng bày công khai vào tháng 5-2002 tại hội nghị Hiệp hội Hãng hàng không các vùng châu Âu. Sau khi nhận được sự phản hồi tích cực từ cộng đồng các hãng hàng không, Embraer tiến tới giới thiệu E-175 dài hơn vào tháng 6-2003. E-170 nhận được giấy chứng nhận sau gần 2 năm kể từ khi xuất hiện công khai; chiếc đầu tiên được giao cho hãng LOT Polish Airlines vào tháng 3-2004.
Năm 2006, E-170 đã được các công ty hàng không của Mỹ như Delta Connection, US Airways Express, Frontier JetExpress và United Express sử dụng/ Hãng hàng không châu Á đầu tiên sử dụng E-170 là Hong Kong Express Airways với đội 4 gồm 4 chiếc E-170. J-Air một công ty con của Japan Airlines (JAL) đã sử dụng loại máy bay này vào năm 2008 sau khi đặt chế tạo 10 chiếc từ năm 2007.
- Embraer 170 (hay ERJ 170-100) - Đến tháng 8-2006, 111 chiếc Embraer 170 (mọi phiên bản) hiện vẫn đang hoạt động tại các hãng hàng không, cộng thêm 30 chiếc đã đặt hàng. Hãng sử dụng chính bao gồm: LOT Polish Airlines (10), Republic Airlines (28) và Shuttle America (45). 6 hãng hàng không khác sử dụng số lượng ít hơn.[5] Tháng 9-2006, EgyptAir tuyên bố đã đặt mua 6 chiếc cho công ty con mới thành lập của mình là EgyptAir Express. Embraer 170 sẽ được sử dụng để bay các tuyến đường bay nội địa và vùng. Chiếc Embraer 170 thứ 400 đã được bán vào tháng 6-2008 cho công ty của Mỹ là Republic Airlines.[6]
- Embraer 175 (hay ERJ 170-200) - Tháng 8-2006, 20 chiếc Embraer 175-200LR đang hoạt động trong các hãng hàng không, với 68 chiếc đang đặt hàng. Các hãng sử dụng chính bao gồm Air Canada (15) và LOT Polish Airlines (18). Các đơn đặt hàng chính gồm 30 chiếc cho Republic Airlines và 36 chiếc cho Compass Airlines (một công ty con của Northwest Airlines).[5] Công ty đặt trụ sở tại Ấn Độ là Paramount Airways cũng đặt mua 10 chiếc 86 chỗ Embraer 175.

### E-190/195

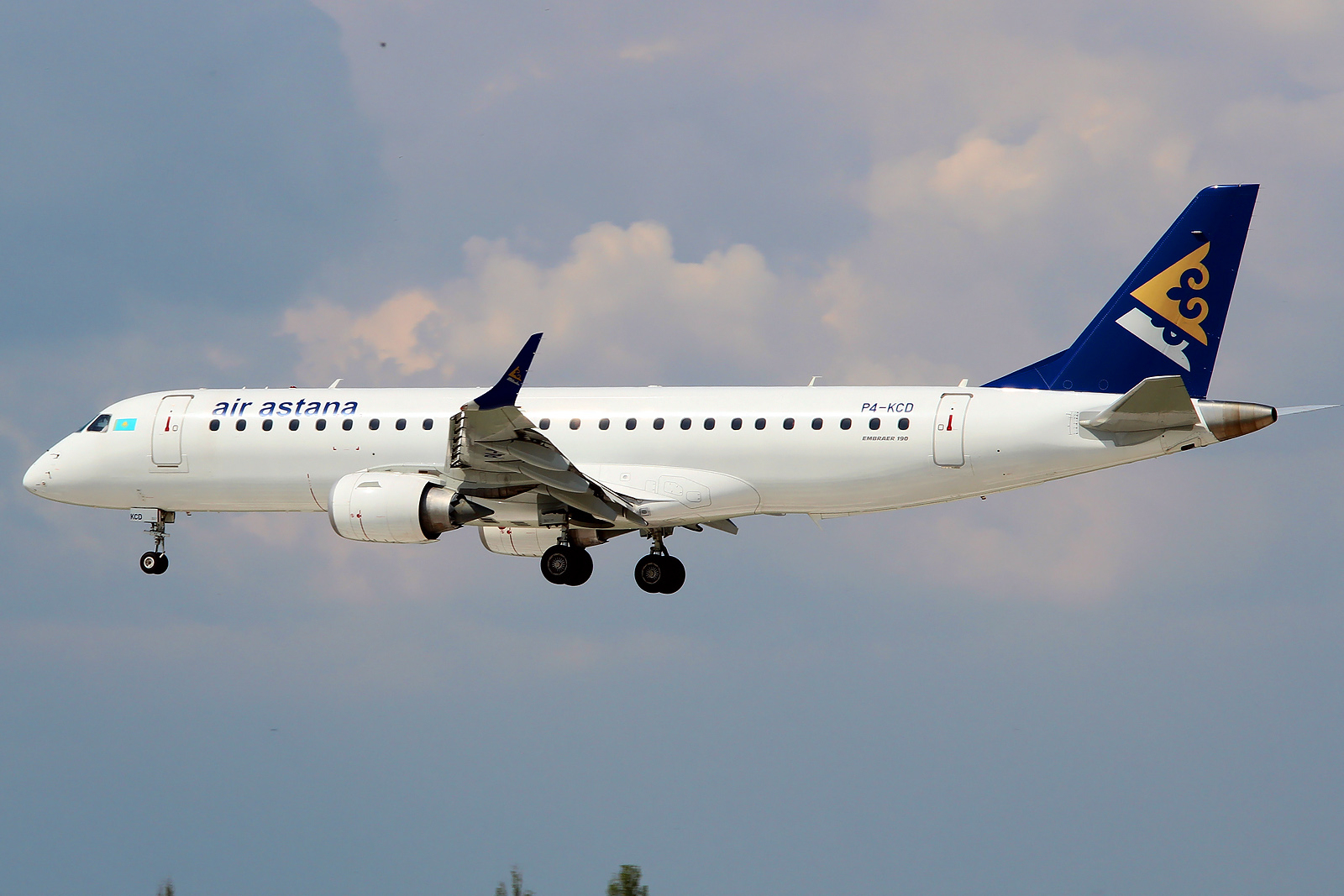
Air astana Embraer ERJ 190

Dòng E-190 là kiểu E-170 kéo dài, lớn hơn với cánh mới, to hơn, trang bị động cơ mới là GE CF34-10E, công suất 18.500 lb (82.30 kN). Với 100 chỗ ngồi, dòng máy bay này đang cạnh tranh với những máy bay phản lực nhỏ như Bombardier CRJ-1000, Boeing 717-200 và 737-600 cũng như Airbus A318.
Chuyến bay đầu tiên của E-190 thực hiện vào tháng 3-2004, chuyến bay trên E-195 thực hiện vào thnasg 12 cùng năm. Khách hàng đầu tiên của E-190 là hãng hàng không giá rẻ JetBlue có trụ sở ở New York, hãng này đặt mua 100 chiếc và 100 tùy chọn. Hãng hàng không giá rẻ châu Âu là Flybe cũng đã mua 14 chiếc E-195 và 12 tùy chọn.
- Embraer 190 (hay ERJ 190-100) - Vào tháng 8-2006, 36 chiếc Embraer 190 (mọi phiên bản) đang hoạt động trong các hãng hàng không, với 249 chiếc khác đã đặt hang. Các hãng sử dụng bao gồm: Air Canada 45 chiếc và JetBlue Airways 27 chiếc (80 chiếc khác đã đặt hàng). Các đơn đặt hàng 57 chiếc của hãng US Airways.[5] Hainan Airlines cũng đặt mua 50 ERJ-190, trở thành khách hàng lớn nhất ở Trung Quốc. Ở México chỉ có duy nhất hãng Aeroméxico Connect sử dụng E-190 với 4 chiếc đang hoạt động và 12 chiếc khác đang đặt mua.
- Embraer 195 (hay ERJ 190-200) - Vào tháng 8-2006, có 36 chiếc được đặt chế tạo (mọi phiên bản), Royal Jordanian (7), Flybe (14) và Swiss International Air Lines. Flybe đã nhận được chiếc Embraer 195 Jets đầu teien (15).[5]  5 chiếc cho hãng hàng không Ấn Độ là Paramount Airways, trong khiMontenegro Airlines mua 2 chiếc.

### Embraer Lineage 1000
2 tháng 5 2006, Embraer công bố kế hoạch về phiên bản máy bay phản lực thương gia của E-190. Nó có cùng cấu trúc của E-190, nhưng có tầm bay tăng lên tới 4.200 hải lý, chỗ ngồi sang trọng cho 19 hành khách. Không quân Argentinia đã đặt mua 1 chiếc.

### Embraer C-390
Công nghệ phát triển cho E-jets của Embraer đã được áp dụng vào một loại máy bay vận tải quân sự tương lai là C-390.

## Các hãng sử dụng
Úc
- Airnorth (1 chiếc E-170)

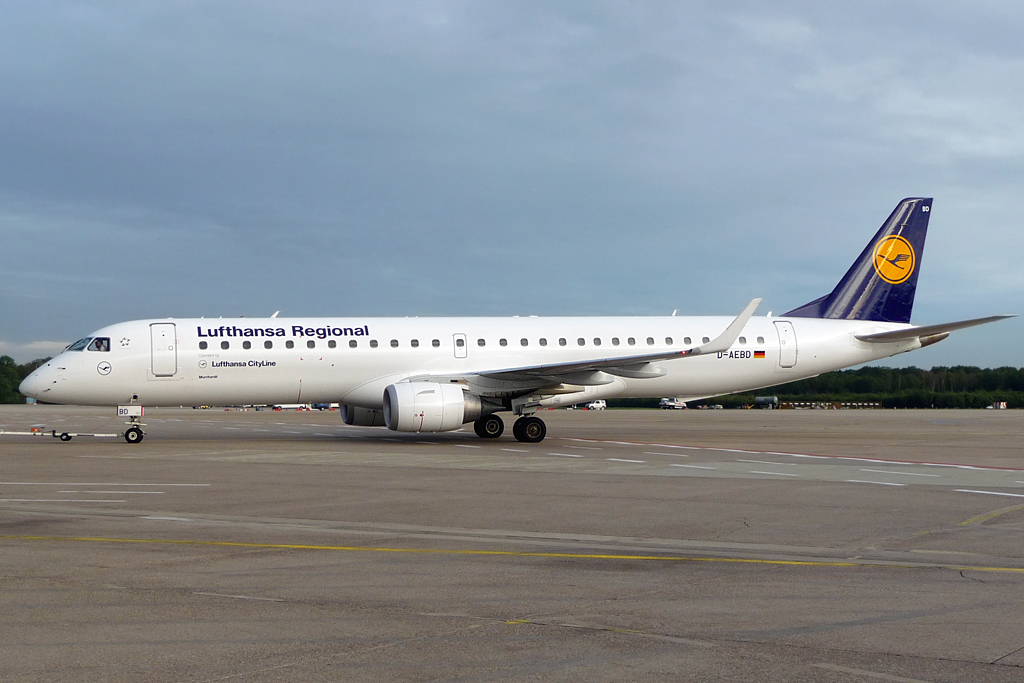
Lufthansa Regional E195LR.

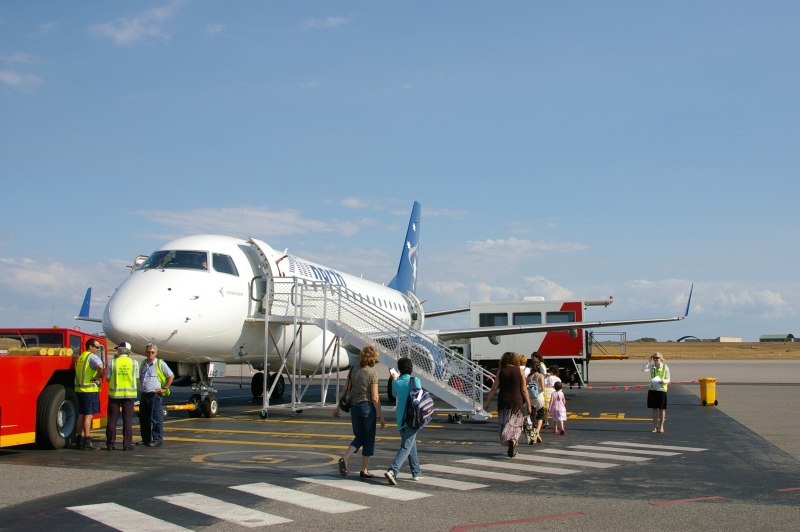
E170

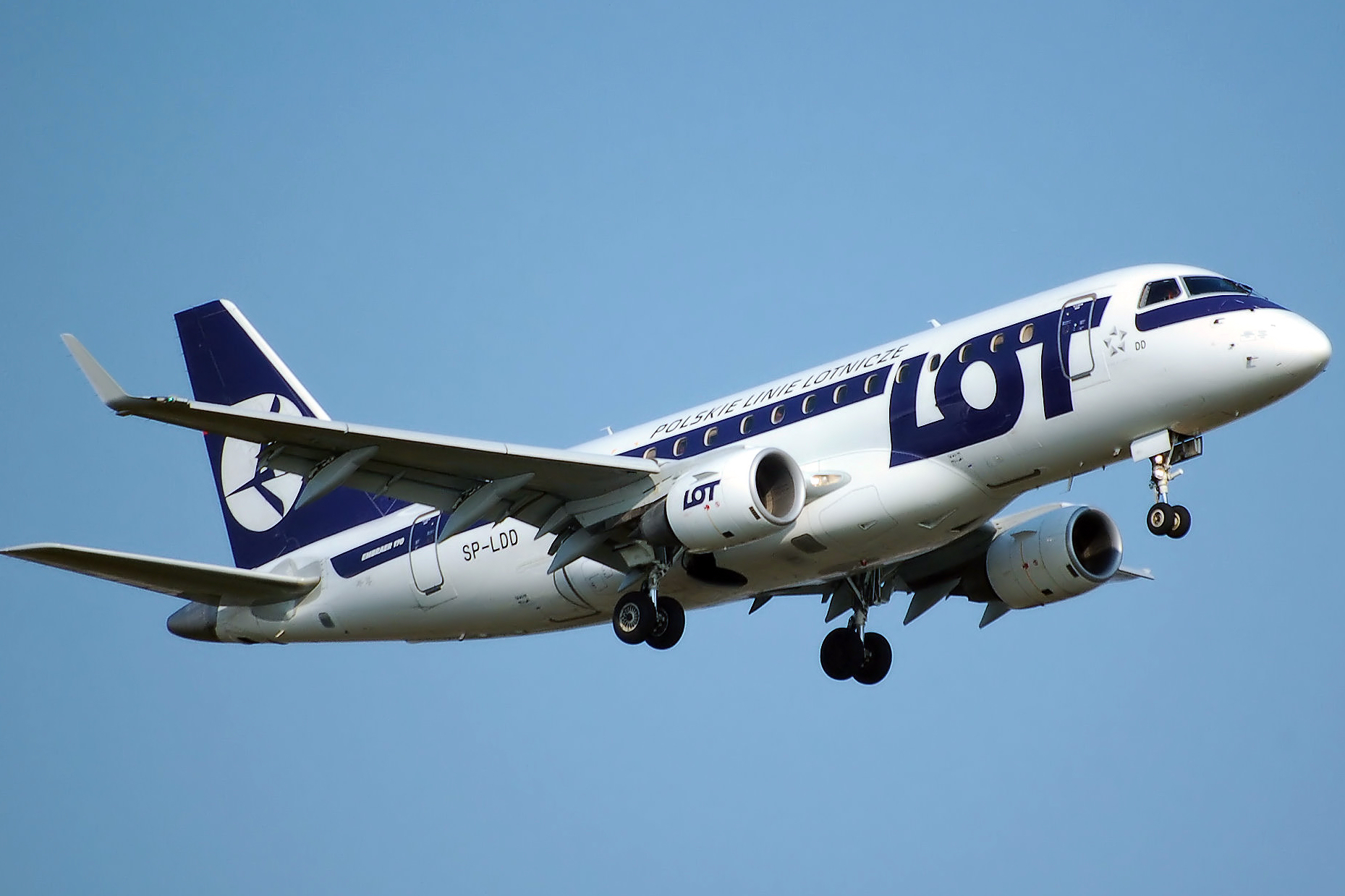
LOT Polish Airlines E-170

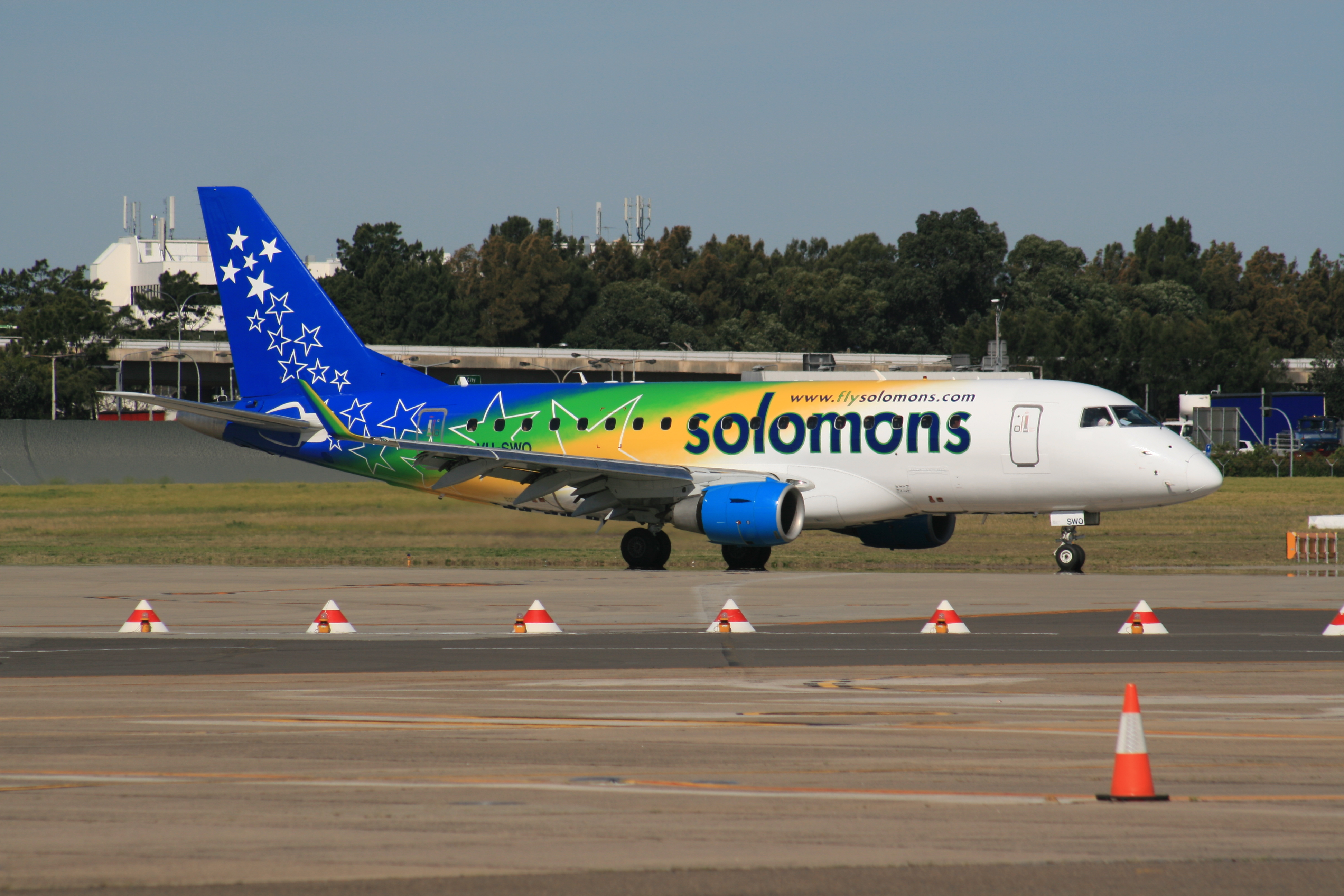
A Solomon Airlines E170 tại Sân bay Sydney

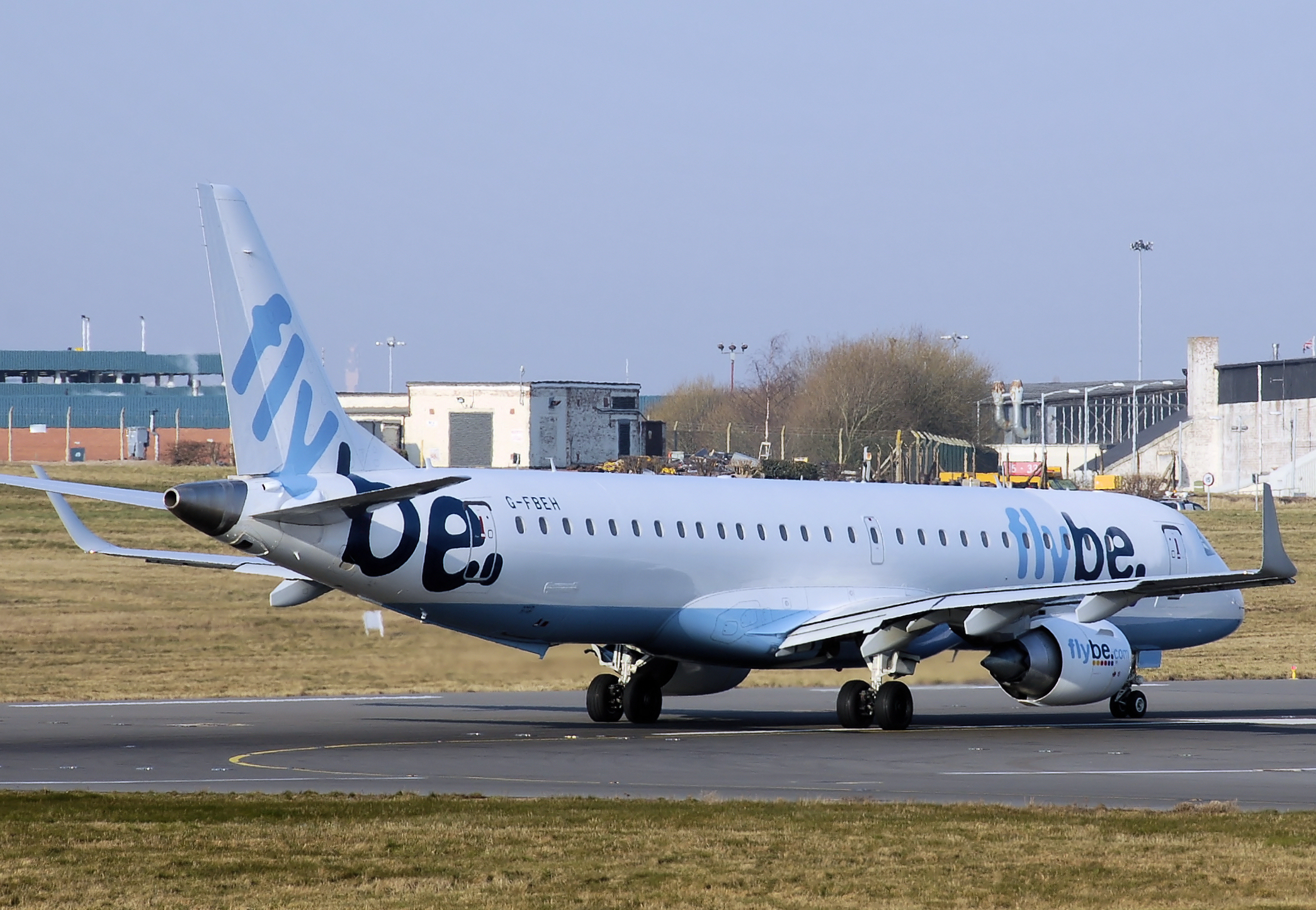
Flybe Embraer 195 tại Sân bay quốc tế Birmingham, Anh

- SkyAirWorld (1 chiếc E-170 (Sử dụng cho Quần đảo Solomon), 1 chiếc E-190 đã đặt hàng (sử dụng bởi Air Niugini)
- Virgin Blue (3 chiếc E-170, 1 chiếc E-190, 3 chiếc E-170 và 11 chiếc E-190 đã đặt hàng - tất cả được giao trong năm 2008)

 Áo
- Niki (10 chiếc E-190)

 Brasil
- Embraer (3 chiếc E-170, 1 chiếc E-175, 4 chiếc E-190)
- Không quân Brazil (2 chiếc E-195)

 Canada
- Air Canada (15 chiếc E-175, 45 chiếc E-190)

 Colombia
- AeroRepública (9 chiếc E-190, 1 chiếc đã bỏ, 8 chiếc E-190 đã đặt hàng, tùy chọn thêm 20 chiếc E-190 nữa)
- SATENA (2 chiếc E-170)

 Ecuador
- TAME (2 chiếc E-170, 3 chiếc E-190)

 Ai Cập
- EgyptAir Express (6 chiếc E-170, 6 chiếc đang đặt hàng)

 Phần Lan
- Finnair (10 chiếc E-170, 7 chiếc E-190, 6 chiếc E-190 đặt hàng)

 Pháp
- Air Caraïbes (1 chiếc E-190, sử dụng 1 chiếc E-175 trước đó)
- Régional (5 chiếc E-190, 6 chiếc E-170 và 4 chiếc E-190 đang đặt hàng)

 Đức
- Cirrus Airlines (2 chiếc E-170, sử dụng 1 chiếc E-175 trước đó)
- Lufthansa

 Hồng Kông
- Hong Kong Express (4 chiếc E-170, không còn hoạt động)

 Ấn Độ
- Paramount Airways (2 chiếc E-170, 3 chiếc E-175, có kế hoạch mua 8 chiếc E-170 và 5 chiếc E-195)

 Ý
- Alitalia Express (6 chiếc E-170)

 Nhật Bản
- J-Air (10 chiếc E-170 đang đặt hàng, tùy chọn thêm 5 chiếc E-170 hoặc 175)

 Jordan
- Royal Jordanian (5 chiếc E-195, 2 chiếc E-175 đang đặt hàng, tùy chọn thêm 12 chiếc E-195)

 Kenya
- Kenya Airways (3 chiếc E-170)

 Libya
- Sirte Oil Company (1 chiếc E-170)

 México
- Aeroméxico Connect (4 chiếc E-190, 12 chiếc đang đặt hàng thêm[8])

 Montenegro
- Montenegro Airlines (1 chiếc E-195)

 Panama
- Copa Airlines (13 chiếc E-190, 12 chiếc đang đặt hàng thêm, tùy chọn thêm 5 chiếc E-190)

 Ba Lan
- LOT Polish Airlines (10 chiếc E-170, 6 chiếc E-175, 12 chiếc E-175 nữa đang đặt hàng)

 Đài Loan(Đài Loan)
- Mandarin Airlines (3 chiếc E-190, sẽ thuê 5 chiếc E-195 từ GE Commercial Aviation)

 Ả Rập Xê Út
- Saudi Arabian Airlines (15 chiếc E-170)

 Tây Ban Nha
- Universal Airlines (6 chiếc E-195)

 Thụy Sĩ
- Flybaboo (3 chiếc E-190)

 Anh Quốc
- Flybe (12 chiếc E-195, 2 chiếc đang đặt hàng thêm và tùy chọn thêm 12 chiếc khác)

 Hoa Kỳ
- Compass Airlines cho Northwest Airlink (13 E-175, 10 chiếc đang đặt hàng thêm)
- Delta Connection (16 chiếc E-170 hoạt động thuộc Shuttle America)
- JetBlue Airways (30 chiếc E-190, và thêm 71 chiếc đang đặt hàng)
- Republic Airlines (30 chiếc E-170, 3 chiếc E-175, 3 chiếc E-170 và 27 chiếc E-175 đang đặt hàng)
- Shuttle America (43 chiếc E-170)
- US Airways (11 chiếc E-190, 35 chiếc đang đặt hàng)

Việt Nam
Bamboo Airways ( 05 Embraer E190)

## Thông số kỹ thuật
| Kích thước                              | E-170 ERJ170-100                                                                    | E-175 ERJ170-200                                                                    | E-190 ERJ190-100                                                                     | E-195 ERJ190-200                                                                     |
| --------------------------------------- | ----------------------------------------------------------------------------------- | ----------------------------------------------------------------------------------- | ------------------------------------------------------------------------------------ | ------------------------------------------------------------------------------------ |
| Tổ lái                                  | 2                                                                                   | 2                                                                                   | 2                                                                                    | 2                                                                                    |
| Sức chứa hàng khách (một hạng ghế)      | 78                                                                                  | 86                                                                                  | 106                                                                                  | 118                                                                                  |
| Chiều dài                               | 29.90 m (98 ft 1 in)                                                                | 31.68 m (103 ft 11 in)                                                              | 36.24 m (118 ft 11 in)                                                               | 38.65 m (126 ft 10 in)                                                               |
| Sải cánh                                | 26.00 m (85 ft 4 in)                                                                | 26.00 m (85 ft 4 in)                                                                | 28.72 m (94 ft 3 in)                                                                 | 28.72 m (94 ft 3 in)                                                                 |
| Chiều cao                               | 9.67 m (32 ft 4 in)                                                                 | 9.67 m (32 ft 4 in)                                                                 | 10.28 m (34 ft 7 in)                                                                 | 10.28 m (34 ft 7 in)                                                                 |
| Trọng lượng rỗn (kg)                    | 21.140                                                                              | 21.810                                                                              | 28.080                                                                               | 28.970                                                                               |
| Trọng lượng cất cánh tối đa (MTOW) (kg) | 35.990 (STD) 37.200 (LR)                                                            | 37.500 (STD) 38.790 (LR)                                                            | 47.790 (STD) 50.300 (LR) 51.800 (IGW)                                                | 48.790 (STD) 50.790 (LR) 52.290 (IGW)                                                |
| Quãng đường cất cánh với MTOW           | 2044 m                                                                              | 2044 m                                                                              | 2044 m                                                                               | 2044 m                                                                               |
| Động cơ                                 | 2× động cơ phản lực cánh quạt đẩy GE CF34-8E lực đẩy mỗi chiếc 62.3 kN (13.800 lbf) | 2× động cơ phản lực cánh quạt đẩy GE CF34-8E lực đẩy mỗi chiếc 62.3 kN (13.800 lbf) | 2× động cơ phản lực cánh quạt đẩy GE CF34-10E lực đẩy mỗi chiếc 82.3 kN (18.500 lbf) | 2× động cơ phản lực cánh quạt đẩy GE CF34-10E lực đẩy mỗi chiếc 82.3 kN (18.500 lbf) |
| Tốc độ tối đa                           | 890 km/h (481 kn, Mach 0.82)                                                        | 890 km/h (481 kn, Mach 0.82)                                                        | 890 km/h (481 kn, Mach 0.82)                                                         | 890 km/h (481 kn, Mach 0.82)                                                         |
| Tầm bay                                 | 3.334 km (STD) 3.889 km (LR)                                                        | 3.334 km (STD) 3.889 km (LR)                                                        | 3.334 km (2.071 mi) (STD) 4.260 km (LR)                                              | 2.593 km (STD) 3.334 km (LR)                                                         |
| Trân bay                                | 41.000 ft (12.500 m)                                                                | 41.000 ft (12.500 m)                                                                | 41.000 ft (12.500 m)                                                                 | 41.000 ft (12.500 m)                                                                 |
| Vận tốc lên cao                         | (Không rõ)                                                                          | (Không rõ)                                                                          | (Không rõ)                                                                           | (Không rõ)                                                                           |
| Lực nâng của cánh                       | (Không rõ)                                                                          | (Không rõ)                                                                          | (Không rõ)                                                                           | (Không rõ)                                                                           |
| Lực đẩy/trọng lượng                     | 0.42:1                                                                              | 0.39:1                                                                              | 0.41:1                                                                               | 0.39:1                                                                               |
| Mặt cắt ngang thân và cabin             |                                                                                     |                                                                                     |                                                                                      |                                                                                      |
| Chiều rộng phía ngoài                   | 3.01 m (9 ft 11 in)                                                                 | 3.01 m (9 ft 11 in)                                                                 | 3.01 m (9 ft 11 in)                                                                  | 3.01 m (9 ft 11 in)                                                                  |
| Chiều rộng phía trong                   | 2.74 m (9 ft 0 in)                                                                  | 2.74 m (9 ft 0 in)                                                                  | 2.74 m (9 ft 0 in)                                                                   | 2.74 m (9 ft 0 in)                                                                   |
| Chiều cao phía ngoài                    | 3.35 m (11 ft 0 in)                                                                 | 3.35 m (11 ft 0 in)                                                                 | 3.35 m (11 ft 0 in)                                                                  | 3.35 m (11 ft 0 in)                                                                  |
| Chiều cao phía trong                    | 2.00 m (6 ft 7 in)                                                                  | 2.00 m (6 ft 7 in)                                                                  | 2.00 m (6 ft 7 in)                                                                   | 2.00 m (6 ft 7 in)                                                                   |

### Máy bay có cùng sự phát triển
- Embraer Lineage 1000
- Embraer C-390

### Máy bay có tính năng tương đương
- Airbus A318
- Antonov An-148
- ACAC ARJ21
- Boeing 717
- Bombardier CRJ700/900/1000
- Bombardier CSeries
- Fairchild-Dornier 728JET/928JET
- Fokker 100
- Sukhoi Superjet 100